# Buvajsar Sajtijev
Buvajsar (Buvajsa) Sajtijev (rusky Бувайсар Сайтиев nebo anglicky Buvaisar Saitiev; 11. března 1975 v Chasavjurtu, Dagestán, Sovětský svaz – 2. března 2025 Moskva) byl ruský zápasník – volnostylař dagestáské (čečenské) národnosti, trojnásobný olympijský vítěz. Odborníky byl označován ze nejlepšího volnostylaře v historii.
V březnu 2025 zemřel v Moskvě za nevyjasněných okolností, bylo mu 49 let.

## Sportovní kariéra
Volnému stylu se věnoval od 10 let v rodném Chasavjurtu pod vedením Isaka Ibrajchanova. Ve 13 let mu při autohavárii zemřel otec Chamid a matka ho po roce poslala na internátní střední školu do dalekého Novokuzněcku. Po skončení střední školy v roce 1993 si ho stáhnul do zápasnického tréninkové centra v Krasnojarsku Dementre Mindyjašvili. V seniorské ruské reprezentaci se poprvé objevil v roce 1994. V roce 1995 již reprezentoval Rusko na seniorském mistrovství světa a přes vážné zranění kolene dokázal vybojovat svůj první titul mistra světa. V roce 1996 na olympijských hrách v Atlantě porazil ve finále Korejce Pak Čang-suna a získal první zlatou olympijskou medaili.
V roce 1997 se v ruské reprezentaci začal objevovat jeho mladší bratr Adam. V roce 1998 se krátce kvůli bratrovi, který bojoval ve stejné váhové kategorii, objevil ve střední váze. V roce 2000 odjížděl na své druhé olympijské hry v Sydney ve své velterové váze. Turnaj byl specifický zavedením nového systému vyřazování. Do tříčlenné skupiny, ze které postupoval pouze vítěz, dostal nalosovaného zkušeného Bulhara Plamena Paskovala a mezinárodně zcela neznámého Američana Brandona Slaye. Bulharovi nedal způsobem jemu vlastním šanci a o postup ze skupiny se utkal s Američanem, který rovněž Bulhara porazil. Hned v úvodu ho Slay zaskočil svým agresivním stylem boje a prohrával 0:3. Tuto ztrátu se mu do konce hrací doby podařilo smazat a zajistit prodloužení. V prodloužení však v úvodu opět zaváhal, Američan ho strhnul na zem a senzačně zvítězil. Byla to jeho první porážka na mezinárodní scéně a konečné 9. místo patřilo k největším senzacím zápasnických soutěží. Malou náplastí mu byla zlatá olympijská medaile jeho bratra Adama ve střední váze.
V roce 2002 po dlouhé době prohrál na mistrovství Ruska s Magomedem Isagadžijevem a sezonu pojal odpočinkově. V roce 2004 byl opět v plné síle reprezentovat Rusko na olympijských hrách v Athénách. Postup z náročné základní skupiny si dokázal pohlídat, ve čtvrtfinále ustál krizovou situaci s Muradem Gajdarovem z Běloruska a postoupil do finále. Ve finále se utkal s Osetem Gennadijem Lalijevem reprezentujícím Kazachstán a po jednoznačném průběhu získal druhou zlatou olympijskou medaili.
V roce 2006 utrpěl na mistrovství světa teprve druhou porážku na mezinárodní scéně, když ho z turnaje taktickým způsobem vyřadil Bulhar Michail Ganev. V roce 2007 se již zdála jeho kariéra u konce, když prohrál na mistrovství Ruska s Machačem Murtazalijevem. V roce 2008 však dokázal opět mobilizovat síly, na ruském mistrovství vrátil Murtazalijevovi loňskou porážku a vybojoval čtvrtou účast na olympijských hrách v Pekingu. Na olympijských hrách bez větších potíži postoupil pavoukem do finále, ve kterém porazil Oseta Soslana Tydžyjeva reprezentujícího Uzbekistán a získal třetí zlatou olympijskou medaili. Sportovní kariéru ukončil v květnu 2009. Věnoval se trenérské práci.

## Smrt
V březnu 2025 zemřel v Moskvě za nevyjasněných okolností, bylo mu 49 let. Podle některých zpráv měl bývalý zápasník srdeční problémy, podle jiných byl nalezen mrtev poté, co vypadl z okna.

## Výsledky
| Turnaj             | 1993           | 1994           | 1995           | 1996           | 1997           | 1998           | 1999           | 2000           | 2001           | 2002           | 2003           | 2004           | 2005           | 2006           | 2007           | 2008           |
| Turnaj             | 18             | 19             | 20             | 21             | 22             | 23             | 24             | 25             | 26             | 27             | 28             | 29             | 30             | 31             | 32             | 33             |
| Turnaj             | velterová váha | velterová váha | velterová váha | velterová váha | velterová váha | velterová váha | velterová váha | velterová váha | velterová váha | velterová váha | velterová váha | velterová váha | velterová váha | velterová váha | velterová váha | velterová váha |
| ------------------ | -------------- | -------------- | -------------- | -------------- | -------------- | -------------- | -------------- | -------------- | -------------- | -------------- | -------------- | -------------- | -------------- | -------------- | -------------- | -------------- |
| Olympijské hry     |                |                |                | 1.             |                |                |                | 9.             |                |                |                | 1.             |                |                |                | 1.             |
| Mistrovství světa  | —              | —              | 1.             |                | 1.             | 1.             | —              |                | 1.             | —              | 1.             |                | 1.             | 8.             | —              |                |
| Mistrovství Evropy | —              | —              | —              | 1.             | 1.             | 1.             | —              | 1.             | 1.             | —              | —              | —              | —              | 1.             | —              | —              |
| ME juniorů         | 1.             | —              | —              |                |                |                |                |                |                |                |                |                |                |                |                |                |